# Global Champions Tour

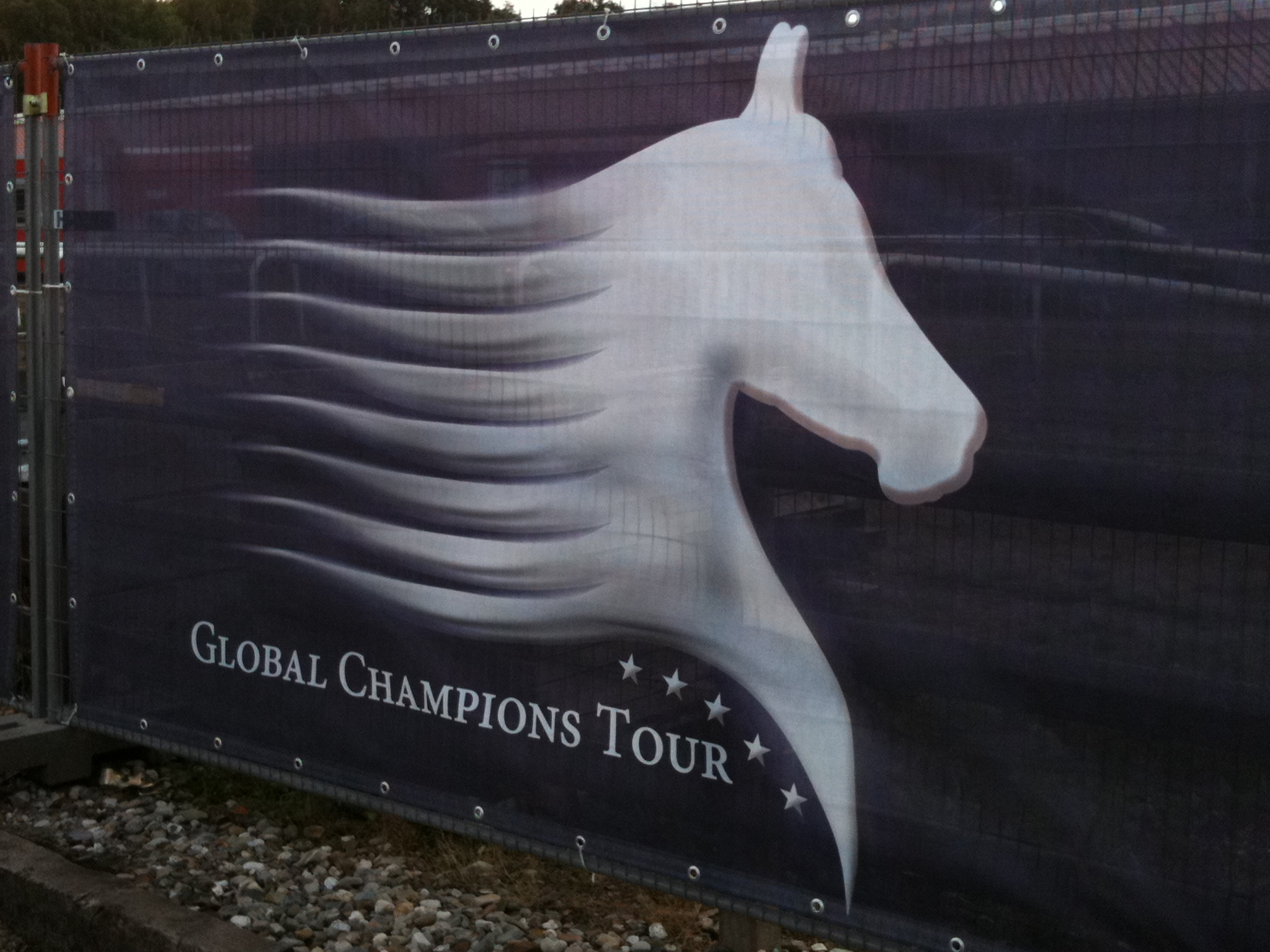
Logo Global Champions Tour

Global Champions Tour, oficiálně se jménem sponzora Longines Global Champions Tour (LGCT), je každoroční světová série závodů v parkurovém skákání, která v roce 2018 obsahovala 17 podniků konaných v Evropě, Asii, Severní a Střední Americe. Do závodů se kvalifikují jezdci na základě pěti různých skupinových kritérií, včetně postavení na Světovém skokovém žebříčku FEI.
Světovou sérii tvoří závody jednotlivců pod názvem „Longines Global Champions Tour“. Závody týmů tvoří sérii pojmenovanou „Global Champions League“.

## Základní informace
Parkurovou soutěž založil nizozemský olympijský vítěz Jan Tops v roce 2006. Čestnou prezidentkou monackého závodu se stala členka knížecí rodiny Charlotte Casiraghi, která závodila v letech 2009–2015. Mezi jezdkyně, které se opakovaně účastnily série, se zařadili potomci osobností uměleckého a společenského života: Athina Onassisová, Georgina Bloombergová (také majitelka soutěžního týmu), Jessica Springsteenová, Sofia Abramovičová, Jennifer Gatesová, Anna Kellnerová (v sérii Global Champions League) či francouzský herec a režisér Guillaume Canet.
Od roku 2007 jsou všechny závody pořádány v rámci klasifikace Mezinárodní jezdecké federace (FEI) v nejvyšší kategorii CSI 5*. Ačkoli se podniky konají s pravidly FEI, série nepatří do okruhu závodů organizovaných Mezinárodní jezdeckou federací, jako například Světové jezdecké hry či Pohár národů. FEI parkurovou soutěž Global Champions Tour uznala v roce 2017.
Práva na televizní vysílání drží stanice Eurosport.
Při odmítnutí či neúčasti jezdce před zahájením, doplní startovní pole pořadatel podniku dalším jezdcem. Divoké karty jsou rozděleny mezi držitele vlastnických práv, místní pořadatele závodů, vedoucí týmů a Mezinárodní jezdeckou federaci. Minimální dotace jednoho závodu dosáhla v sezóně 2019 částky 300 tisíc eur.
V roce 2018 byl zaveden závěrečný sedmnáctý závod v podobě finále ročníku „Super Grand Prix“ pro 16 nejlepších jednotlivců a 16 nejlepších týmů v pořadí daného ročníku. Premiérový takový podnik, s celkovou dotací téměř 12 milionů eur, se uskutečnil během prosince 2018 v pražské O2 areně.

### Pravidla
Jezdec s koněm jede dvě kola parkurové trati a zdolává překážky vysoké 155 cm a 160 cm v předem určeném časovém limitu. Závodník může být penalizován sekundami či trestnými body, pokud se dopustí přestupků. Čtyři body jsou přičteny při shození každé překážky, za nášlap do vodního příkopu a při prvním odmítnutí poslušnosti koně. Pokud jezdec překročil časový limit, pak za každé 4 sekundy navíc v prvním či druhém kole, je přičten jeden bod a další bod za jednu sekundu nesplněného limitu v rozeskakování. Vyloučení následuje po druhém odmítnutí poslušnosti či pádu jezdce nebo koně.

### Body do žebříčku Longines
Pro sezónu 2019 bylo platné následující rozdělení bodů v každém z 18 závodu série. Pouze ze závěrečného finále v Praze, společného pro sérii jednotlivců a týmů, se body nepřidělují.
| Body v roce 2019 | Body v roce 2019 | Body v roce 2019 | Body v roce 2019 | Body v roce 2019 | Body v roce 2019 | Body v roce 2019 | Body v roce 2019 | Body v roce 2019 | Body v roce 2019 | Body v roce 2019 | Body v roce 2019 | Body v roce 2019 | Body v roce 2019 | Body v roce 2019 | Body v roce 2019 | Body v roce 2019 | Body v roce 2019 | Body v roce 2019 |
| Místo            | 1.               | 2.               | 3.               | 4.               | 5.               | 6.               | 7.               | 8.               | 9.               | 10.              | 11.              | 12.              | 13.              | 14.              | 15.              | 16.              | 17.              | 18.              |
| ---------------- | ---------------- | ---------------- | ---------------- | ---------------- | ---------------- | ---------------- | ---------------- | ---------------- | ---------------- | ---------------- | ---------------- | ---------------- | ---------------- | ---------------- | ---------------- | ---------------- | ---------------- | ---------------- |
| Body             | 40               | 37               | 35               | 33               | 32               | 31               | 30               | 29               | 28               | 27               | 26               | 25               | 24               | 23               | 22               | 21               | 20               | 19               |
| Místo            | 19.              | 20.              | 21.              | 22.              | 23.              | 24.              | 25.              | 26.              | 27.              | 28.              | 29.              | 30.              | 31.              | 32.              | 33.              | 34.              | 35.              | 36.              |
| Body             | 18               | 17               | 16               | 15               | 14               | 13               | 12               | 11               | 10               | 9                | 8                | 7                | 6                | 5                | 4                | 3                | 2                | 1                |

## Vítězové Global Champions Tour
| Rok  | jezdec                      | stát               |
| ---- | --------------------------- | ------------------ |
| 2006 | Ludo Philippaerts           | Belgie             |
| 2007 | Albert Zoer                 | Nizozemsko         |
| 2008 | Jessica Kürten              | Irsko              |
| 2009 | Michel Robert               | Francie            |
| 2010 | Marcus Ehning               | Německo            |
| 2011 | Edwina Topsová-Alexanderová | Austrálie          |
| 2012 | Edwina Topsová-Alexanderová | Austrálie          |
| 2013 | Scott Brash                 | Spojené království |
| 2014 | Scott Brash                 | Spojené království |
| 2015 | Luciana Diniz               | Portugalsko        |
| 2016 | Rolf-Göran Bengtsson        | Švédsko            |
| 2017 | Harrie Smolders             | Nizozemsko         |
| 2018 | Ben Maher                   | Spojené království |

## Dějiště

### Longines Global Champions Tour 2018
Seznam závodů světové série 2018.
Super Grand Prix
- Praha – O2 arena, bez zápočtu bodů do žebříčku Longines, od roku 2018

Závody
- Šanghaj – Čínské muzeum umění, Pchu-tung, od roku 2014
- Madrid – Club de Campo Villa de Madrid, od roku 2013
- Chantilly – Chantilly Jumping na závodišti Hippodrome de Chantilly, od roku 2010
- Cannes – Stade des Hespérides, od roku 2006
- Paříž – Parc de Bagatelle, od roku 2016
- Ramatuelle/Saint-Tropez – pláž Pampelonne, od roku 2018
- Berlín – Letní zahrada, Messegelände, od roku 2017
- Hamburk – Deutsches Spring- und Dressurderby, od roku 2008
- Řím – Stadio dei Marmi, od roku 2015
- Ciudad de México – Campo Marte, od roku 2016
- Monte Carlo – Port Hercules, od roku 2006
- Valkenswaard – Stal Tops, od roku 2006
- Cascais u Estorilu – Hipódromo Manuel Possolo, od roku 2006
- Dauhá – Al Šaqab, od roku 2008
- Londýn – Royal Hospital Chelsea, od roku 2017
- Miami – Miami Beach, od roku 2015

### Longines Global Champions Tour 2019
Do kalendáře roku 2019 byly k závodům z roku 2018 přidány dvě nové soutěže: 
- Montréal – Vieux-Port[6]
- Stockholm – Olympijský stadion[7]

Super Grand Prix
- Praha – O2 arena, bez zápočtu bodů do žebříčku Longines, 21.–24. listopadu 2019[2]

### Bývalá dějiště

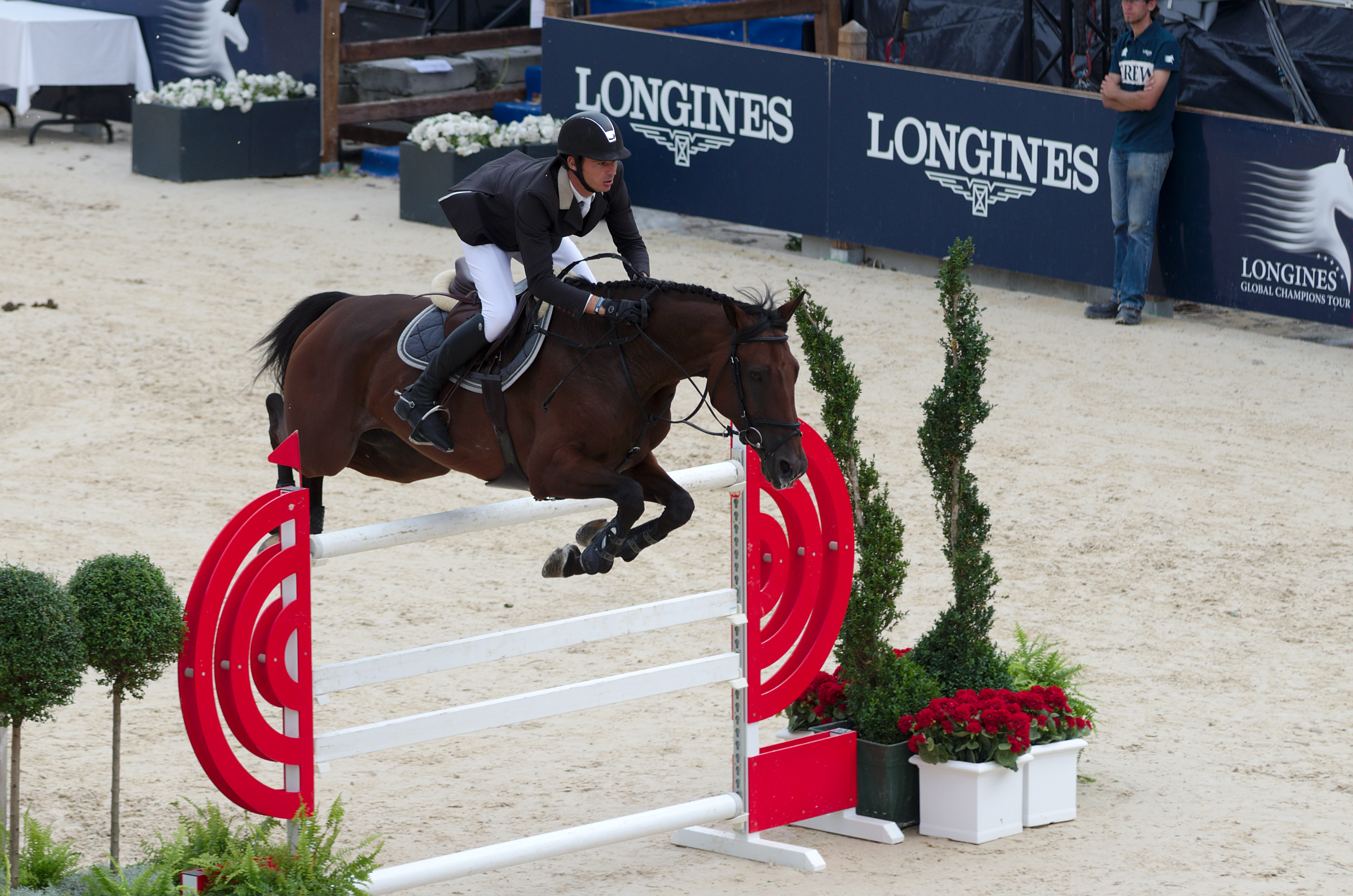
Švýcarský jezdec a olympijský vítěz Steve Guerdat s klisnou Sidney VIII v parkurové soutěži Global Champions Tour 2013 v Lausanne

- Vídeň – Magna Racino, v roce 2014
- Vídeň – Rathausplatz, v letech 2012, 2013 a 2015
- Vídeň – Trabrennbahn Krieau, v roce 2016
- Stud Zangersheide u Lanakenu – v roce 2006
- Antverpy  – Antverpský přístav, v letech 2014–2016
- Rio de Janeiro – Athina Onassis International Horse Show, Sociedade Hípica Brasileira, v letech 2009–2011
- Wellington, Florida – Winter Equestrian Festival, Palm Beach International Equestrian Center (PBIEC), v letech 2006–2007
- Valencie – Město umění a věd, vysušený rybník před Museu de les Ciències Príncipe Felipe, v letech 2009–2011
- Valencie – Oliva Nova Beach and Golf Resort, v roce 2012
- Paříž – Martovo pole, v letech 2014–2015
- Wiesbaden Pfingstturnier, Schlosspark Biebrich, v letech 2012–2013
- Olympijské jezdecké centrum v Markópoulu u Athén, v roce 2007
- Arezzo – Arezzo Equestrian Centre, v letech 2007–2009
- La Mandria u Turína – v roce 2010
- Lausanne – marína, v letech 2012–2014
- Abú Zabí – Al-Forsan International Sports Resort, v letech 2011–2012
- Londýn – Olympijský park královny Alžběty, v roce 2013
- Londýn – Horse Guards Parade, v roce 2014
- Londýn – Syon Park, v roce 2015